# Christian Wegmann
Christian Wegmann (Münster, 22 febbraio 1976) è un ex ciclista su strada e dirigente sportivo tedesco.
Da professionista colse cinque vittorie, sebbene in corse minori del panorama internazionale; fra i suoi migliori piazzamenti vanno menzionati il terzo posto al Deutschland Tour 1999 e ai Campionati tedeschi del 2001.
Anche suo fratello minore Fabian Wegmann è stato un ciclista professionista, con maggiori fortune.
Dopo il ritiro svolse per alcuni anni il ruolo di direttore sportivo al Team Gerolsteiner avendo anche il compito di seguire dall'ammiraglia il fratello Fabian, che dal 2002 al 2008 fu sotto contratto proprio con questa formazione.

## Palmarès
- 1998 (Die Continentale, due vittorie)

Omloop der Kempen
5ª tappa Tour of Japan (Utsunomiya > Utsunomiya)
- 2001 (Saeco, due vittorie)

Rund um die Hainleite
2ª tappa Österreich-Rundfahrt (Dornbirn > Lermoos)
- 2002 (Saeco, una vittoria)

4ª tappa Bayern-Rundfahrt (Gunzenhausen > Schwabach)

### Altri successi
- 1994 (Allievi, una vittoria)

Prologo Vöslauer Jugend Tour (cronosquadre)
- 1997 (Die Continentale,  vittorie)

Rund um den Kurpark - Bad Homburg (criterium)
Wiemelhausen (criterium)
Montabaur (criterium)
- 1998 (Die Continentale, una vittoria)

Brisbane (criterium)
- 1999 (Die Continentale, una vittoria)

Scheinfeld (criterium)
- 2000 (Saeco, una vittoria)

Gütersloh (criterium)
- 2002 (Saeco, una vittoria)

Neheim (criterium)